# Olga Titus
Olga Titus (* 3. Mai 1977 in Glarus; heimatberechtigt in Luzein) ist eine schweizerisch-malaysische Künstlerin.

## Leben

### Herkunft, Bildung
Olga Titus wuchs als Tochter einer Schweizerin und eines Malaysiers indischer Abstammung in Sulgen auf. Sie absolvierte von 1996 bis 1999 eine Ausbildung zur Stickereientwerferin beim Stickereiunternehmen Union in St. Gallen. Eine erste Ausstellung zusammen mit anderen jungen Künstlerinnen und Künstlern hatte sie bereits 1997 in Arbon noch während ihrer Ausbildung. Sie verbrachte im Jahr 2000 ein Semester an der F+F Schule für Kunst und Design in Zürich. Von 2002 bis 2006 studierte sie Bildende Kunst an der Hochschule für Gestaltung und Kunst Luzern und absolvierte ein Auslandsemester am College of Fine Arts, Trivandrum in Indien. Das Studium schloss sie mit einem Master of Fine Arts ab. Sie hatte Atelieraufenthalte in Bangalore (2006), Salem (2011), Varanasi (2013), Paris (2014) und Buenos Aires (2016).

### Werk
Aufgrund ihres Hintergrundes mit Wurzeln in der Schweiz, Malaysia und Indien versucht Titus in ihrem Werk Multimediakunst zusammenzubringen. In einem Interview 2021 umschreibt sie ihre Identität folgendermassen:

«In Switzerland, I am perceived as a person of colour (PoC). However, in Malaysia, it is the other way round. To them, I am also white, which makes me different so there has always been some kind of gap between the outside world and my family and I.
Depending on where we are, we are perceived differently by different people. Growing up in between cultures and this desire to create connections has a significant impact on me. I love being a hybrid, more than “just” a full Indian, Swiss or Malaysian. We are taught to say we are half this and half that, but I prefer to think we are both or double!»

«In der Schweiz werde ich als Person of Colour (PoC) wahrgenommen. In Malaysia ist es jedoch umgekehrt. Für sie bin ich ebenfalls weiss, was mich anders macht, sodass es immer eine gewisse Kluft zwischen der Aussenwelt und meiner Familie und mir gab.
Je nachdem, wo wir uns befinden, werden wir von verschiedenen Menschen unterschiedlich wahrgenommen. Das Aufwachsen zwischen verschiedenen Kulturen und dieser Wunsch, Verbindungen zu schaffen, haben einen grossen Einfluss auf mich. Ich liebe es, ein Hybrid zu sein, mehr als «nur» eine Vollblutinderin, Schweizerin oder Malaysierin. Uns wird beigebracht, zu sagen, dass wir halb dies und halb das sind, aber ich ziehe es vor, zu denken, dass wir beides oder doppelt sind!»

Dieses hybride Identität war in Ausstellungen immer wieder ein Thema. Explizit bei der Ausstellung «Hybride Identitäten» zusammen mit Andy Storchenegger in den oxy-Kunsträumen 2020 in Winterthur, aber auch bereits 2017 bei einer Einzelausstellung in der Kunsthalle Winterthur.
Zu Beginn ihres Schaffens setzte sie sich mit Malerei auseinander, wechselte schliesslich aber zu Video- und Objektinstallationen.
In der Kunsthalle Wil kombinierte sie 2020 die Videoinstallationen, für die sie bis anhin besonders bekannt war, mit Stoff- und Pailettenbahnen. Für eine Ausstellung im Gewölbekeller des Kunstmuseums Thurgau stellte sie 2024 eine raumfüllende Installation aus Quiltsäulen, Tapeten und Teppich zusammen.

### Privates
Titus lebt  und arbeitet in Winterthur zusammen mit ihrem Partner.

## Auszeichnungen
- Förderpreis der Stadt Winterthur: 2008[14]
- Adolf Dietrich-Förderpreis der Thurgauischen Kunstgesellschaft: 2009[15]
- Förderbeitrag des Kantons Thurgau: 2010, 2018[16]
- Atelierstipendium Stadt Winterthur: 2016[17]
- Kunstpreis des Bündner Kunstvereins: 2022[18]
- Werkbeitrag des Kantons Zürich: 2024[19][20]
- Kunstschaffen Glarus, Publikumspreis: 2024[21]